# Wolfgang Spickermann
Pour les articles homonymes, voir Spickermann.
Wolfgang Spickermann (16 juillet 1959 à Oberhausen - Sterkrade) est un historien des religions allemand.

## Biographie
Wolfgang Spickermann étudie l'histoire, la théologie catholique et la philosophie à l'université de la Ruhr à Bochum et l'histoire ancienne à l'université d'Osnabrück. En 1991, il soutient une thèse de doctorat intitulée Götterverehrung von Frauen im römischen Gallien, Germanien und Rätien, puis en 2002, il obtient son habilitation universitaire. Spickermann est assistant de recherche en histoire ancienne à l'université d'Osnabrück et chercheur associé en religion comparée à l'université d'Erfurt. De 2005 à 2007, il est maître de conférences en histoire de l'Église ancienne à l'université de la Ruhr à Bochum et de 2007 au printemps 2008, il occupe une chaire d'histoire ancienne à l'université de Trèves. De mars 2009 à septembre 2013, il occupe la chaire d'histoire religieuse de la région méditerranéenne dans l'Antiquité romaine au Max Weber College de l'université d'Erfurt et dirige le département de mai 2011 à septembre 2013. Depuis octobre 2013, il est professeur d'histoire ancienne à l'université de Graz et chercheur associé au Max Weber College de l'Université d'Erfurt.
Ses recherches portent sur l'histoire religieuse et sociale romaine, l'épigraphie latine, l'État et l'Église dans l'Antiquité tardive, et l'histoire culturelle et intellectuelle du IIe siècle (Lucien de Samosate). Il est membre de l'Académie européenne des sciences et des arts depuis 2018.

## Publications
(septembre 2024).

### Monographies
- "Mulieres ex voto" : Untersuchungen zur Götterverehrung von Frauen im römischen Gallien, Germanien und Rätien (1.-3. Jahrhundert n. Chr.), Bochum, Universitätsverlag Brockmeyer, coll. « Bochumer Historische Studien – Alte Geschichte » (no 12), 1994 (ISBN 3-8196-0288-7 et 978-3-8196-0288-7)
- Wolfgang Spickermann, Religionsgeschichte des römischen Germanien, Vol. I : Germania superior, Tübingen, Mohr Siebeck, coll. « Religion der römischen Provinzen » (no 2), 2003 (ISBN 978-3-16-146686-1 et 3-16-146686-1)
- Wolfgang Spickermann, Religionsgeschichte des römischen Germanien, Vol. II : Germania inferior, Tübingen, Mohr Siebeck, coll. « Religion der römischen Provinzen » (no 3), 2008 (ISBN 978-3-16-149381-2)

### Ouvrages collectifs
- Religion in den germanischen Provinzen Roms. Mohr Siebeck, Tübingen 2001,  (ISBN 3-16-147613-1).
- avec Rainer Wiegels: Keltische Götter im Römischen Reich. Akten des 4. Internationalen Workshops „Fontes Epigraphici Religionis Celticae Antiquae“ (F.E.R.C.AN.) vom 4. – 6. Oktober 2002 an der Universität Osnabrück. Bibliopolis, Möhnesee 2005,  (ISBN 3-933925-69-X).
- Rom, Germanien und das Reich. Festschrift für Rainer Wiegels anlässlich seines 65. Geburtstages. Scripta-Mercaturae-Verlag, St. Katharinen 2005,  (ISBN 3-89590-159-8).
- avec Hubert Cancik und Alfred Schäfer: Zentralität und Religion. Zur Formierung urbaner Zentren im Imperium Romanum (= Studien und Texte zu Antike und Christentum. Band 39). Mohr Siebeck, Tübingen 2006,  (ISBN 978-3-16-149155-9).
- avec Jörg Rüpke. Reflections on Religious Individuality. Greco-Roman and Judaeo-Christian Texts and Practices (= Religionsgeschichtliche Versuche und Vorarbeiten. Band 62). Walter de Gruyter, Berlin/Boston 2012.
- Keltische Götternamen als individuelle Option? Celtic Theonyms as an Individual Option? Akten des 11. internationalen Workshops “Fontes Epigraphici Religionum Celticarum Antiquarum” vom 19.–21. Mai 2011 an der Universität Erfurt (= Osnabrücker Forschungen zu Altertum und Antike-Rezeption. Band 19). Leidorf, Rahden/Westfalen 2013.
- avec Katharina Waldner, Richard Gordon: Burial rituals, ideas of afterlife, and the individual in the hellenistic world and the Roman empire (= Potsdamer altertumswissenschaftliche Beiträge. Bd. 57). Steiner, Stuttgart 2016.
- avec Leif Scheuermann: Religiöse Praktiken in der Antike. Individuum – Gesellschaft – Weltbeziehung. (=  Keryx. Bd. 4). Unipress Graz, Graz 2016,  (ISBN 3-902666-41-2).
- Frühes Christentum im Ostalpenraum. (= Keryx. Bd. 5). Unipress Graz, Graz 2018,  (ISBN 978-3-902666-59-8).
- avec Peter Scherrer: Spätantiker Polytheismus im Westen des Römischen Reiches. (= Keryx. Bd. 6). Unipress Graz, Graz 2021,  (ISBN 978-3-902666-90-1).
- avec Sabine Haring: Leben mit und an der Grenze. Unipress Graz, Graz 2022,  (ISBN 978-3-902666-93-2).
- avec Paul Christensen, Christian Mann, Zinon Papakonstantinou, Werner Petermandl, Robert Rollinger, Ingomar Weiler Nikephoros. Zeitschrift für Sport und Kultur im Altertum, Weidmann, Hildesheim,  (ISBN 978-3-615-00434-2) (seit 2014)